# Lac de Lipkovo
Le lac de Lipkovo (en macédonien : Липковско Езеро, Lipkovsko Ezero) est un lac situé au nord de la Macédoine du Nord, dans la municipalité de Lipkovo.

## Géographie
Il se trouve dans le massif de la Skopska Crna Gora et il a été créé par un barrage, construit en 1958 sur la Lipkovska Reka, petit affluent de la Ptchinya. Un peu plus haut, il est secondé par une autre retenue artificielle, le lac de Glajnya.
Le lac de Lipkovo a été construit pour permettre l'irrigation des terres agricoles de la région et pour fournir en eau potable les villages voisins. Des tuyaux acheminent son eau jusqu'à la ville de Koumanovo, distante d'une vingtaine de kilomètres. Le barrage possède également une petite centrale hydroélectrique.